# Svenska mästerskapen i kortbanesimning 2021
Svenska mästerskapen i kortbanesimning 2021 ägde rum den 24–28 november i Eriksdalsbadet i Stockholm. Det var den 68:e upplagan av kortbane-SM.
Junior-SM i kortbana avgjordes samtidigt och medaljörerna utsågs i försöksheaten i de olika individuella grenarna. Lagkapperna simmades dock separat.

## Medaljsummering

### Damer
| Gren            | Guld                                                                                              | Guld                                                                                              | Silver                                                                                               | Silver                                                                                               | Brons                                                                                          | Brons                                                                                          |
| 50 m frisim     | Sophie Hansson 24,72                                                                              | Helsingborgs S                                                                                    | Sofia Åstedt 24,96                                                                                   | SK Elfsborg                                                                                          | Alma Thormalm 25,32                                                                            | Jönköpings SS                                                                                  |
| 100 m frisim    | Hanna Eriksson 53,99                                                                              | Jönköpings SS                                                                                     | Sara Junevik 54,39                                                                                   | Falu SS                                                                                              | Sofia Åstedt 54,43                                                                             | SK Elfsborg                                                                                    |
| 200 m frisim    | Hanna Eriksson 1.56,34                                                                            | Jönköpings SS                                                                                     | Hanna Bergman 1.57,60                                                                                | SK Poseidon                                                                                          | Sofia Åstedt 1.59,06                                                                           | SK Elfsborg                                                                                    |
| 400 m frisim    | Hanna Eriksson 4.07,69                                                                            | Jönköpings SS                                                                                     | Hanna Bergman 4.11,35                                                                                | SK Poseidon                                                                                          | Lucie Hanquet 4.11,78                                                                          | Göteborg Sim                                                                                   |
| 800 m frisim    | Lucie Hanquet 8.39,33                                                                             | Göteborg Sim                                                                                      | Thilda Häll 8.44,77                                                                                  | SK Elfsborg                                                                                          | Marion Hanquet 8.48,88                                                                         | Göteborg Sim                                                                                   |
| 1 500 m frisim  | Lucie Hanquet 16.33,12                                                                            | Göteborg Sim                                                                                      | Thilda Häll 16.40,66 SR16                                                                            | SK Elfsborg                                                                                          | Christine Ekman 16.40,88                                                                       | SK Neptun                                                                                      |
| 50 m fjärilsim  | Ida Liljeqvist 25,56                                                                              | Helsingborgs S                                                                                    | Sara Junevik 25,80                                                                                   | Falu SS                                                                                              | Hanna Rosvall 26,45                                                                            | Helsingborgs S                                                                                 |
| 100 m fjärilsim | Ida Liljeqvist 58,18                                                                              | Helsingborgs S                                                                                    | Hanna Eriksson 58,58                                                                                 | Jönköpings SS                                                                                        | Sara Junevik 58,79                                                                             | Falu SS                                                                                        |
| 200 m fjärilsim | Hanna Eriksson 2.10,79                                                                            | Jönköpings SS                                                                                     | Annie Hegmegi 2.14,12                                                                                | Jönköpings SS                                                                                        | Kiira Mauranen 2.15,14                                                                         | SK Neptun                                                                                      |
| 50 m ryggsim    | Hanna Rosvall 26,57                                                                               | Helsingborgs S                                                                                    | Alice Velden 27,52                                                                                   | Solna Sundbyberg SS 04                                                                               | Ida Liljeqvist 27,60                                                                           | Helsingborgs S                                                                                 |
| 100 m ryggsim   | Sara Junevik 58,75                                                                                | Falu SS                                                                                           | Elise Öberg 1.01,32                                                                                  | Njurunda SS                                                                                          | Alice Velden 1.01,50                                                                           | Solna Sundbyberg SS 04                                                                         |
| 200 m ryggsim   | Annie Hegmegi 2.10,86                                                                             | Jönköpings SS                                                                                     | Elise Öberg 2.11,37                                                                                  | Njurunda SS                                                                                          | Lisa Nystrand 2.11,52                                                                          | Väsby SS                                                                                       |
| 50 m bröstsim   | Sophie Hansson 29,68 0NR0                                                                         | Helsingborgs S                                                                                    | Emelie Fast 30,04                                                                                    | Södertörns SS                                                                                        | Cecilia Viberg 30,74                                                                           | Stockholms KK                                                                                  |
| 100 m bröstsim  | Sophie Hansson 1.04,44 0NR0                                                                       | Helsingborgs S                                                                                    | Emelie Fast 1.05,28                                                                                  | Södertörns SS                                                                                        | Olivia Klint Ipsa 1.07,03                                                                      | Kristianstads SLS                                                                              |
| 200 m bröstsim  | Sophie Hansson 2.20,99                                                                            | Helsingborgs S                                                                                    | Emelie Fast 2.22,18                                                                                  | Södertörns SS                                                                                        | Olivia Klint Ipsa 2.26,25                                                                      | Kristianstads SLS                                                                              |
| 100 m medley    | Emelie Fast 59,80                                                                                 | Södertörns SS                                                                                     | Hanna Bergman 1.01,28                                                                                | SK Poseidon                                                                                          | Alma Thormalm 1.01,93                                                                          | Jönköpings SS                                                                                  |
| 200 m medley    | Hanna Bergman 2.11,03                                                                             | SK Poseidon                                                                                       | Emilia Rönningdal 2.11,88                                                                            | Helsingborgs S                                                                                       | Lisa Nystrand 2.12,31                                                                          | Väsby SS                                                                                       |
| 400 m medley    | Lisa Nystrand 4.42,94                                                                             | Väsby SS                                                                                          | Tea Winblad 4.46,55                                                                                  | Malmö KK                                                                                             | Christine Ekman 4.47,29                                                                        | SK Neptun                                                                                      |
| 4×50 m frisim   | Helsingborgs S 1.39,84                                                                            | Helsingborgs S 1.39,84                                                                            | Jönköpings SS 1.42,43                                                                                | Jönköpings SS 1.42,43                                                                                | Malmö KK 1.42,51                                                                               | Malmö KK 1.42,51                                                                               |
| 4×50 m frisim   | Alicia Lundblad (25,66) Sophie Hansson (24,47) Hanna Rosvall (24,91) Ida Liljeqvist (24,80)       | Alicia Lundblad (25,66) Sophie Hansson (24,47) Hanna Rosvall (24,91) Ida Liljeqvist (24,80)       | Alma Thormalm (25,12) Hanna Eriksson (24,70) Annie Hegmegi (25,69) Moa Holmquist (26,92)             | Alma Thormalm (25,12) Hanna Eriksson (24,70) Annie Hegmegi (25,69) Moa Holmquist (26,92)             | Kristina Orban (25,68) Mollie Morfelt (25,95) Anna Grahovac (26,03) Magdalena Kuras (24,85)    | Kristina Orban (25,68) Mollie Morfelt (25,95) Anna Grahovac (26,03) Magdalena Kuras (24,85)    |
| 4×100 m frisim  | Helsingborgs S 3.39,25                                                                            | Helsingborgs S 3.39,25                                                                            | Jönköpings SS 3.40,92                                                                                | Jönköpings SS 3.40,92                                                                                | SK Elfsborg 3.45,98                                                                            | SK Elfsborg 3.45,98                                                                            |
| 4×100 m frisim  | Sophie Hansson (54,12) Alicia Lundblad (55,10) Emilia Rönningdal (55,40) Hanna Rosvall (54,63)    | Sophie Hansson (54,12) Alicia Lundblad (55,10) Emilia Rönningdal (55,40) Hanna Rosvall (54,63)    | Alma Thormalm (54,91) Moa Holmquist (56,56) Annie Hegmegi (55,79) Hanna Eriksson (53,66)             | Alma Thormalm (54,91) Moa Holmquist (56,56) Annie Hegmegi (55,79) Hanna Eriksson (53,66)             | Sofia Åstedt (54,99) Emma Varga (56,38) Thilda Häll (57,26) Matilda Stenberg (57,35)           | Sofia Åstedt (54,99) Emma Varga (56,38) Thilda Häll (57,26) Matilda Stenberg (57,35)           |
| 4×200 m frisim  | Jönköpings SS 8.09,06                                                                             | Jönköpings SS 8.09,06                                                                             | Helsingborgs S 8.09,66                                                                               | Helsingborgs S 8.09,66                                                                               | SK Elfsborg 8.13,48                                                                            | SK Elfsborg 8.13,48                                                                            |
| 4×200 m frisim  | Moa Holmquist (2.01,92) Annie Hegmegi (2.00,61) Hanna Eriksson (1.58,32) Tova Magnusson (2.08,21) | Moa Holmquist (2.01,92) Annie Hegmegi (2.00,61) Hanna Eriksson (1.58,32) Tova Magnusson (2.08,21) | Alicia Lundblad (1.59,48) Emilia Rönningdal (2.01,09) Vega Vollmer (2.03,71) Tyra Littorin (2.05,38) | Alicia Lundblad (1.59,48) Emilia Rönningdal (2.01,09) Vega Vollmer (2.03,71) Tyra Littorin (2.05,38) | Sofia Åstedt (1.58,63) Thilda Häll (2.02,54) Emma Varga (2.04,03) Matilda Stenberg (2.08,28)   | Sofia Åstedt (1.58,63) Thilda Häll (2.02,54) Emma Varga (2.04,03) Matilda Stenberg (2.08,28)   |
| 4×50 m medley   | Helsingborgs S 1.46,68 0NR0                                                                       | Helsingborgs S 1.46,68 0NR0                                                                       | Jönköpings SS 1.51,38                                                                                | Jönköpings SS 1.51,38                                                                                | Malmö KK 1.52,87                                                                               | Malmö KK 1.52,87                                                                               |
| 4×50 m medley   | Hanna Rosvall (26,56) Sophie Hansson (29,33) Ida Liljeqvist (25,31) Alicia Lundblad (25,48)       | Hanna Rosvall (26,56) Sophie Hansson (29,33) Ida Liljeqvist (25,31) Alicia Lundblad (25,48)       | Alma Thormalm (28,15) Saga Boråker (30,98) Hanna Eriksson (26,37) Annie Hegmegi (25,88)              | Alma Thormalm (28,15) Saga Boråker (30,98) Hanna Eriksson (26,37) Annie Hegmegi (25,88)              | Mollie Morfelt (28,16) Magdalena Kuras (31,50) Kristina Orban (27,34) Davilda Lareva (25,87)   | Mollie Morfelt (28,16) Magdalena Kuras (31,50) Kristina Orban (27,34) Davilda Lareva (25,87)   |
| 4×100 m medley  | Helsingborgs S 3.55,52 0NR0                                                                       | Helsingborgs S 3.55,52 0NR0                                                                       | Jönköpings SS 4.04,22                                                                                | Jönköpings SS 4.04,22                                                                                | Södertörns SS 4.08,66                                                                          | Södertörns SS 4.08,66                                                                          |
| 4×100 m medley  | Hanna Rosvall (57,56) Sophie Hansson (1.04,36) Ida Liljeqvist (58,24) Alicia Lundblad (55,36)     | Hanna Rosvall (57,56) Sophie Hansson (1.04,36) Ida Liljeqvist (58,24) Alicia Lundblad (55,36)     | Annie Hegmegi (1.01,06) Saga Boråker (1.07,96) Hanna Eriksson (59,60) Alma Thormalm (55,60)          | Annie Hegmegi (1.01,06) Saga Boråker (1.07,96) Hanna Eriksson (59,60) Alma Thormalm (55,60)          | Josefin Ossmyr (1.02,99) Emelie Fast (1.06,06) Vilma Unnermark (1.02,01) Carin Klasson (57,60) | Josefin Ossmyr (1.02,99) Emelie Fast (1.06,06) Vilma Unnermark (1.02,01) Carin Klasson (57,60) |

### Herrar
| Gren            | Guld                                                                                         | Guld                                                                                         | Silver                                                                                               | Silver                                                                                               | Brons                                                                                            | Brons                                                                                            |
| 50 m frisim     | Isak Eliasson 21,79                                                                          | Spårvägen SF                                                                                 | Jonathan Kling 21,93                                                                                 | Eskilstuna SK                                                                                        | Elias Persson 21,96                                                                              | Malmö KK                                                                                         |
| 100 m frisim    | Isak Eliasson 47,73                                                                          | Spårvägen SF                                                                                 | Elias Persson 48,10                                                                                  | Malmö KK                                                                                             | Jonathan Kling 48,52                                                                             | Eskilstuna SK                                                                                    |
| 200 m frisim    | Isak Eliasson 1.45,18                                                                        | Spårvägen SF                                                                                 | Elias Persson 1.46,83                                                                                | Malmö KK                                                                                             | Robin Andréasson 1.49,12                                                                         | Mölndals ASS                                                                                     |
| 400 m frisim    | Elias Persson 3.54,20                                                                        | Malmö KK                                                                                     | Gustav Henriksen 3.55,24                                                                             | Spårvägen SF                                                                                         | Lucas Humling 3.55,58                                                                            | Linköpings Allmänna SS                                                                           |
| 800 m frisim    | Melker Olsson 8.07,52                                                                        | SK Elfsborg                                                                                  | Lucas Humling 8.08,04                                                                                | Linköpings Allmänna SS                                                                               | Anton Jansson 8.14,30                                                                            | SK Poseidon                                                                                      |
| 1 500 m frisim  | Lucas Humling 15.36,58                                                                       | Linköpings Allmänna SS                                                                       | Mikael Söderberg 15.37,32                                                                            | Upsala S                                                                                             | Joel Hambraeus 15.48,70                                                                          | Danderyd Sim                                                                                     |
| 50 m fjärilsim  | Oskar Hoff 22,97                                                                             | Landskrona S                                                                                 | Pontus Flodqvist 23,62                                                                               | SK Neptun                                                                                            | Jacob Danielsson 23,65                                                                           | Stockholmspolisens IF                                                                            |
| 100 m fjärilsim | Oskar Hoff 51,35                                                                             | Landskrona S                                                                                 | Victor Klingeryd Jalamo 53,46                                                                        | Helsingborgs S                                                                                       | Hugo Stenskepp 53,55                                                                             | Vellinge-Näsets SK                                                                               |
| 200 m fjärilsim | Simon Sjödin 1.55,86                                                                         | SK Neptun                                                                                    | Victor Klingeryd Jalamo 1.57,63                                                                      | Helsingborgs S                                                                                       | Felix Jedbratt 2.01,77                                                                           | Mölndals ASS                                                                                     |
| 50 m ryggsim    | Gustav Hökfelt 24,06                                                                         | SK Neptun                                                                                    | Oskar Hoff 24,23                                                                                     | Landskrona S                                                                                         | Olle Sköld 25,01                                                                                 | SK Neptun                                                                                        |
| 100 m ryggsim   | Gustav Hökfelt 52,78                                                                         | SK Neptun                                                                                    | Adi Ramovic 54,20                                                                                    | Upsala S                                                                                             | Gustav Henriksen 54,86                                                                           | Spårvägen SF                                                                                     |
| 200 m ryggsim   | Adi Ramovic 1.59,62                                                                          | Upsala S                                                                                     | Melker Olsson 1.59,94                                                                                | SK Elfsborg                                                                                          | Martin Falk 2.00,27                                                                              | Linköpings Allmänna SS                                                                           |
| 50 m bröstsim   | Johannes Skagius 26,75                                                                       | SK Neptun                                                                                    | Oskar Hoff 26,96                                                                                     | Landskrona S                                                                                         | Tom Andersson 27,50                                                                              | Linköpings Allmänna SS                                                                           |
| 100 m bröstsim  | Johannes Skagius 1.01,95                                                                     | SK Neptun                                                                                    | Tom Andersson 1.02,10                                                                                | Linköpings Allmänna SS                                                                               | August Mathisen 1.02,79                                                                          | Helsingborgs S                                                                                   |
| 200 m bröstsim  | Patric Ridell 2.11,39                                                                        | SK Neptun                                                                                    | Markus Charlton 2.14,12                                                                              | SK Neptun                                                                                            | August Eriksson 2.14,74                                                                          | Turebergs SK                                                                                     |
| 100 m medley    | Simon Sjödin 53,15                                                                           | SK Neptun                                                                                    | Isak Eliasson 54,92                                                                                  | Spårvägen SF                                                                                         | Johan Rydahl 55,18                                                                               | Helsingborgs S                                                                                   |
| 200 m medley    | Simon Sjödin 1.56,54                                                                         | SK Neptun                                                                                    | Dante Vollmer 2.01,40                                                                                | Helsingborgs S                                                                                       | Adi Ramovic 2.02,09                                                                              | Upsala S                                                                                         |
| 400 m medley    | Simon Sjödin 4.18,62                                                                         | SK Neptun                                                                                    | Joel Hambraeus 4.25,32                                                                               | Danderyd Sim                                                                                         | Martin Falk 4.26,98                                                                              | Linköpings Allmänna SS                                                                           |
| 4×50 m frisim   | SK Neptun 1.28,51                                                                            | SK Neptun 1.28,51                                                                            | Malmö KK 1.29,38                                                                                     | Malmö KK 1.29,38                                                                                     | Spårvägen SF 1.29,94                                                                             | Spårvägen SF 1.29,94                                                                             |
| 4×50 m frisim   | Pontus Flodqvist (22,64) Gustav Hökfelt (22,13) Simon Sjödin (21,88) Olle Sköld (21,86)      | Pontus Flodqvist (22,64) Gustav Hökfelt (22,13) Simon Sjödin (21,88) Olle Sköld (21,86)      | Bill Beckman (23,11) Elias Persson (21,58) Jonas Holmström (22,29) Mats Westergren (22,40)           | Bill Beckman (23,11) Elias Persson (21,58) Jonas Holmström (22,29) Mats Westergren (22,40)           | Isak Eliasson (21,65) Gustav Henriksen (22,85) Rasmus Hanson (22,67) Oliver Erneholm (22,77)     | Isak Eliasson (21,65) Gustav Henriksen (22,85) Rasmus Hanson (22,67) Oliver Erneholm (22,77)     |
| 4×100 m frisim  | SK Neptun 3.15,27                                                                            | SK Neptun 3.15,27                                                                            | Malmö KK 3.18,49                                                                                     | Malmö KK 3.18,49                                                                                     | Spårvägen SF 3.19,89                                                                             | Spårvägen SF 3.19,89                                                                             |
| 4×100 m frisim  | Olle Sköld (48,83) Simon Sjödin (47,85) Gustav Hökfelt (48,95) Tim Rogersson (49,64)         | Olle Sköld (48,83) Simon Sjödin (47,85) Gustav Hökfelt (48,95) Tim Rogersson (49,64)         | Elias Persson (48,46) Jonas Holmström (48,63) Anton Andersson (51,35) Mats Westergren (50,05)        | Elias Persson (48,46) Jonas Holmström (48,63) Anton Andersson (51,35) Mats Westergren (50,05)        | Isak Eliasson (47,37) Gustav Henriksen (50,36) Rasmus Hanson (50,10) Andreas Wallén (52,06)      | Isak Eliasson (47,37) Gustav Henriksen (50,36) Rasmus Hanson (50,10) Andreas Wallén (52,06)      |
| 4×200 m frisim  | SK Neptun 7.17,33                                                                            | SK Neptun 7.17,33                                                                            | Spårvägen SF 7.20,05                                                                                 | Spårvägen SF 7.20,05                                                                                 | Linköpings Allmänna SS 7.25,57                                                                   | Linköpings Allmänna SS 7.25,57                                                                   |
| 4×200 m frisim  | Tim Rogersson (1.51,51) Simon Sjödin (1.46,34) Gustav Hökfelt (1.50,67) Olle Sköld (1.48,81) | Tim Rogersson (1.51,51) Simon Sjödin (1.46,34) Gustav Hökfelt (1.50,67) Olle Sköld (1.48,81) | Isak Eliasson (1.46,00) Gustav Henriksen (1.50,23) Rasmus Hanson (1.49,94) Oliver Erneholm (1.53,88) | Isak Eliasson (1.46,00) Gustav Henriksen (1.50,23) Rasmus Hanson (1.49,94) Oliver Erneholm (1.53,88) | Martin Falk (1.51,00) Lucas Humling (1.50,22) William Barkehed (1.52,19) Markus Stahre (1.52,16) | Martin Falk (1.51,00) Lucas Humling (1.50,22) William Barkehed (1.52,19) Markus Stahre (1.52,16) |
| 4×50 m medley   | SK Neptun 1.35,78                                                                            | SK Neptun 1.35,78                                                                            | SK Neptun, lag 2 1.38,52                                                                             | SK Neptun, lag 2 1.38,52                                                                             | Helsingborgs S 1.38,70                                                                           | Helsingborgs S 1.38,70                                                                           |
| 4×50 m medley   | Gustav Hökfelt (24,26) Johannes Skagius (26,15) Pontus Flodqvist (23,55) Olle Sköld (21,82)  | Gustav Hökfelt (24,26) Johannes Skagius (26,15) Pontus Flodqvist (23,55) Olle Sköld (21,82)  | Simon Sjödin (24,56) Patric Ridell (27,30) Carl Wennerholm (24,11) Petter Stymne (22,55)             | Simon Sjödin (24,56) Patric Ridell (27,30) Carl Wennerholm (24,11) Petter Stymne (22,55)             | Johan Rydahl (25,36) August Mathisen (27,18) Dante Vollmer (24,00) John Brolin (22,16)           | Johan Rydahl (25,36) August Mathisen (27,18) Dante Vollmer (24,00) John Brolin (22,16)           |
| 4×100 m medley  | SK Neptun 3.32,20                                                                            | SK Neptun 3.32,20                                                                            | Helsingborgs S 3.40,40                                                                               | Helsingborgs S 3.40,40                                                                               | SK Neptun, lag 2 3.41,30                                                                         | SK Neptun, lag 2 3.41,30                                                                         |
| 4×100 m medley  | Gustav Hökfelt (53,36) Johannes Skagius (58,37) Simon Sjödin (52,02) Olle Sköld (48,45)      | Gustav Hökfelt (53,36) Johannes Skagius (58,37) Simon Sjödin (52,02) Olle Sköld (48,45)      | Johan Rydahl (56,25) August Mathisen (1.01,04) Victor Klingeryd Jalamo (53,74) John Brolin (49,37)   | Johan Rydahl (56,25) August Mathisen (1.01,04) Victor Klingeryd Jalamo (53,74) John Brolin (49,37)   | Kristian Kron (56,08) Patric Ridell (1.01,28) Carl Wennerholm (54,24) Tim Rogersson (49,70)      | Kristian Kron (56,08) Patric Ridell (1.01,28) Carl Wennerholm (54,24) Tim Rogersson (49,70)      |

## Junior-SM

### Damer
| Gren            | Guld                                                                                              | Guld                                                                                              | Silver                                                                                                  | Silver                                                                                                  | Brons                                                                                                   | Brons                                                                                                   |
| 50 m frisim     | Sofia Åstedt 25,19                                                                                | SK Elfsborg                                                                                       | Mathilda Sandberg 25,55                                                                                 | Täby Sim                                                                                                | Kristina Orban 25,61                                                                                    | Malmö KK                                                                                                |
| 100 m frisim    | Sofia Åstedt 55,00                                                                                | SK Elfsborg                                                                                       | Kristina Orban 55,68 Elvira Mörtstrand 55,68                                                            | Malmö KK Västerås SS                                                                                    | Ingen medaljör                                                                                          | Ingen medaljör                                                                                          |
| 200 m frisim    | Sofia Åstedt 1.59,62                                                                              | SK Elfsborg                                                                                       | Elvira Mörtstrand 2.01,36                                                                               | Västerås SS                                                                                             | Emilia Rönningdal 2.01,85                                                                               | Helsingborgs S                                                                                          |
| 400 m frisim    | Thilda Häll 4.13,06                                                                               | SK Elfsborg                                                                                       | Lucie Hanquet 4.13,86                                                                                   | Göteborg Sim                                                                                            | Emilia Rönningdal 4.13,98                                                                               | Helsingborgs S                                                                                          |
| 800 m frisim    | Lucie Hanquet 8.39,33                                                                             | Göteborg Sim                                                                                      | Thilda Häll 8.44,77                                                                                     | SK Elfsborg                                                                                             | Olivia Hansson 8.54,03                                                                                  | Kiviks SK                                                                                               |
| 1 500 m frisim  | Lucie Hanquet 16.33,12                                                                            | Göteborg Sim                                                                                      | Thilda Häll 16.40,66 SR16                                                                               | SK Elfsborg                                                                                             | Thilda Ström 17.21,72                                                                                   | Täby Sim                                                                                                |
| 50 m fjärilsim  | Mathilda Sandberg 27,13                                                                           | Täby Sim                                                                                          | Kristina Orban 27,42                                                                                    | Malmö KK                                                                                                | Emmy Hällkvist 27,48 SR13                                                                               | Täby Sim                                                                                                |
| 100 m fjärilsim | Kristina Orban 1.00,74                                                                            | Malmö KK                                                                                          | Sofia Abrahamsson 1.01,01                                                                               | Uddevalla Sim                                                                                           | Emmy Hällkvist 1.01,23 SR13                                                                             | Täby Sim                                                                                                |
| 200 m fjärilsim | Annie Hegmegi 2.16,11                                                                             | Jönköpings SS                                                                                     | Tea Winblad 2.18,29                                                                                     | Malmö KK                                                                                                | Lisa Nystrand 2.18,51                                                                                   | Väsby SS                                                                                                |
| 50 m ryggsim    | Alice Velden 27,75                                                                                | Solna Sundbyberg SS 04                                                                            | Mathilda Sandberg 28,28                                                                                 | Täby Sim                                                                                                | Mollie Morfelt 28,33                                                                                    | Malmö KK                                                                                                |
| 100 m ryggsim   | Alice Velden 1.01,05                                                                              | Solna Sundbyberg SS 04                                                                            | Elise Öberg 1.01,17                                                                                     | Njurunda SS                                                                                             | Annie Hegmegi 1.01,45                                                                                   | Jönköpings SS                                                                                           |
| 200 m ryggsim   | Annie Hegmegi 2.10,98                                                                             | Jönköpings SS                                                                                     | Elise Öberg 2.11,66                                                                                     | Njurunda SS                                                                                             | Lisa Nystrand 2.11,75                                                                                   | SK Neptun                                                                                               |
| 50 m bröstsim   | Emelie Fast 29,97                                                                                 | Södertörns SS                                                                                     | Cecilia Viberg 30,73                                                                                    | Stockholms KK                                                                                           | Olivia Klint Ipsa 31,00                                                                                 | Kristianstads SLS                                                                                       |
| 100 m bröstsim  | Emelie Fast 1.05,58                                                                               | Södertörns SS                                                                                     | Olivia Klint Ipsa 1.06,95                                                                               | Kristianstads SLS                                                                                       | Cecilia Viberg 1.07,35                                                                                  | Stockholms KK                                                                                           |
| 200 m bröstsim  | Emelie Fast 2.23,12                                                                               | Södertörns SS                                                                                     | Olivia Klint Ipsa 2.27,00                                                                               | Kristianstads SLS                                                                                       | Hilja Schimmel 2.28,96                                                                                  | Skövde SS                                                                                               |
| 100 m medley    | Emelie Fast 1.00,23                                                                               | Södertörns SS                                                                                     | Emilia Rönningdal 1.02,29                                                                               | Helsingborgs S                                                                                          | Annie Hegmegi 1.02,54                                                                                   | Jönköpings SS                                                                                           |
| 200 m medley    | Emelie Fast 2.10,82                                                                               | Södertörns SS                                                                                     | Emilia Rönningdal 2.12,19                                                                               | Helsingborgs S                                                                                          | Lisa Nystrand 2.13,55                                                                                   | Väsby SS                                                                                                |
| 400 m medley    | Lisa Nystrand 4.47,01                                                                             | Väsby SS                                                                                          | Tea Winblad 4.49,04                                                                                     | Malmö KK                                                                                                | Annie Hegmegi 4.49,72                                                                                   | Jönköpings SS                                                                                           |
| 4×50 m frisim   | SK Laxen 1.44,72                                                                                  | SK Laxen 1.44,72                                                                                  | Täby Sim 1.44,79                                                                                        | Täby Sim 1.44,79                                                                                        | Malmö KK 1.45,23                                                                                        | Malmö KK 1.45,23                                                                                        |
| 4×50 m frisim   | Tilde Morin (26,14) Mellie Wijk (26,06) Moa Bergdahl (26,10) Hannah Fritz (26,42)                 | Tilde Morin (26,14) Mellie Wijk (26,06) Moa Bergdahl (26,10) Hannah Fritz (26,42)                 | Mathilda Sandberg (25,86) Emmy Hällkvist (25,62) Tindra Karjanmaa (26,41) Jennifer Nyblom (26,90)       | Mathilda Sandberg (25,86) Emmy Hällkvist (25,62) Tindra Karjanmaa (26,41) Jennifer Nyblom (26,90)       | Kristina Orban (26,10) Mollie Morfelt (26,03) Sofia Henningsson (26,48) Lava Piuva (26,62)              | Kristina Orban (26,10) Mollie Morfelt (26,03) Sofia Henningsson (26,48) Lava Piuva (26,62)              |
| 4×100 m frisim  | SK Laxen 3.49,24                                                                                  | SK Laxen 3.49,24                                                                                  | Täby Sim 3.49,32                                                                                        | Täby Sim 3.49,32                                                                                        | Helsingborgs S 3.49,55                                                                                  | Helsingborgs S 3.49,55                                                                                  |
| 4×100 m frisim  | Karin Widerberg (58,03) Mellie Wijk (56,85) Moa Bergdahl (57,26) Tilde Morin (57,10)              | Karin Widerberg (58,03) Mellie Wijk (56,85) Moa Bergdahl (57,26) Tilde Morin (57,10)              | Mathilda Sandberg (56,29) Emmy Hällkvist (56,62) Tindra Karjanmaa (58,11) Jennifer Nyblom (58,30)       | Mathilda Sandberg (56,29) Emmy Hällkvist (56,62) Tindra Karjanmaa (58,11) Jennifer Nyblom (58,30)       | Vega Vollmer (57,94) Emilia Rönningdal (55,62) Tyra Littorin (58,08) Sabina Alman (57,91)               | Vega Vollmer (57,94) Emilia Rönningdal (55,62) Tyra Littorin (58,08) Sabina Alman (57,91)               |
| 4×200 m frisim  | Helsingborgs S 8.17,42                                                                            | Helsingborgs S 8.17,42                                                                            | Jönköpings SS 8.21,59                                                                                   | Jönköpings SS 8.21,59                                                                                   | Göteborg Sim 8.24,68                                                                                    | Göteborg Sim 8.24,68                                                                                    |
| 4×200 m frisim  | Vega Vollmer (2.04,19) Emilia Rönningdal (1.59,88) Tyra Littorin (2.05,95) Sabina Alman (2.07,40) | Vega Vollmer (2.04,19) Emilia Rönningdal (1.59,88) Tyra Littorin (2.05,95) Sabina Alman (2.07,40) | Moa Holmquist (2.02,34) Annie Hegmegi (2.01,12) Tova Magnusson (2.09,33) Saga Boråker (2.08,80)         | Moa Holmquist (2.02,34) Annie Hegmegi (2.01,12) Tova Magnusson (2.09,33) Saga Boråker (2.08,80)         | Lucie Hanquet (2.02,15) Johanna Edgren (2.08,31) Amanda Cederqvist (2.05,50) Hannah Hemberg (2.08,72)   | Lucie Hanquet (2.02,15) Johanna Edgren (2.08,31) Amanda Cederqvist (2.05,50) Hannah Hemberg (2.08,72)   |
| 4×50 m medley   | Malmö KK 1.53,28                                                                                  | Malmö KK 1.53,28                                                                                  | Täby Sim 1.53,84                                                                                        | Täby Sim 1.53,84                                                                                        | Jönköpings SS 1.54,62                                                                                   | Jönköpings SS 1.54,62                                                                                   |
| 4×50 m medley   | Mollie Morfelt (27,69) Johanna Andersson (32,31) Kristina Orban (27,04) Sofia Henningsson (26,24) | Mollie Morfelt (27,69) Johanna Andersson (32,31) Kristina Orban (27,04) Sofia Henningsson (26,24) | Mathilda Sandberg (28,77) Jennifer Nyblom (32,13) Emmy Hällkvist (26,90) Tindra Karjanmaa (26,04)       | Mathilda Sandberg (28,77) Jennifer Nyblom (32,13) Emmy Hällkvist (26,90) Tindra Karjanmaa (26,04)       | Annie Hegmegi (29,24) Saga Boråker (30,75) Tova Magnusson (27,95) Moa Holmquist (26,68)                 | Annie Hegmegi (29,24) Saga Boråker (30,75) Tova Magnusson (27,95) Moa Holmquist (26,68)                 |
| 4×100 m medley  | Jönköpings SS 4.09,87                                                                             | Jönköpings SS 4.09,87                                                                             | Malmö KK 4.11,65                                                                                        | Malmö KK 4.11,65                                                                                        | Täby Sim 4.12,56                                                                                        | Täby Sim 4.12,56                                                                                        |
| 4×100 m medley  | Annie Hegmegi (1.02,22) Saga Boråker (1.07,64) Tova Magnusson (1.03,02) Moa Holmquist (56,99)     | Annie Hegmegi (1.02,22) Saga Boråker (1.07,64) Tova Magnusson (1.03,02) Moa Holmquist (56,99)     | Mollie Morfelt (1.02,96) Johanna Andersson (1.10,86) Kristina Orban (1.00,58) Sofia Henningsson (57,25) | Mollie Morfelt (1.02,96) Johanna Andersson (1.10,86) Kristina Orban (1.00,58) Sofia Henningsson (57,25) | Mathilda Sandberg (1.02,57) Jennifer Nyblom (1.10,95) Emmy Hällkvist (1.01,12) Tindra Karjanmaa (57,92) | Mathilda Sandberg (1.02,57) Jennifer Nyblom (1.10,95) Emmy Hällkvist (1.01,12) Tindra Karjanmaa (57,92) |

### Herrar
| Gren            | Guld                                                                                                | Guld                                                                                                | Silver                                                                                          | Silver                                                                                          | Brons                                                                                              | Brons                                                                                              |
| 50 m frisim     | Elias Persson 22,48                                                                                 | Malmö KK                                                                                            | Erik Falk 22,59                                                                                 | Stockholmspolisens IF                                                                           | John Brolin 23,06                                                                                  | Helsingborgs S                                                                                     |
| 100 m frisim    | Elias Persson 48,59                                                                                 | Malmö KK                                                                                            | Erik Falk 49,41                                                                                 | Stockholmspolisens IF                                                                           | Felix Jedbratt 49,65                                                                               | Mölndals ASS                                                                                       |
| 200 m frisim    | Elias Persson 1.48,79                                                                               | Malmö KK                                                                                            | Rasmus Hanson 1.50,68                                                                           | Spårvägen SF                                                                                    | Felix Jedbratt 1.50,93                                                                             | Mölndals ASS                                                                                       |
| 400 m frisim    | Elias Persson 3.52,95                                                                               | Malmö KK                                                                                            | Gustav Henriksen 3.53,99                                                                        | Spårvägen SF                                                                                    | Lucas Humling 3.56,67                                                                              | Linköpings Allmänna SS                                                                             |
| 800 m frisim    | Lucas Humling 8.08,04                                                                               | Linköpings Allmänna SS                                                                              | Anton Jansson 8.14,30                                                                           | SK Poseidon                                                                                     | Mikael Söderberg 8.15,53                                                                           | Upsala S                                                                                           |
| 1 500 m frisim  | Lucas Humling 15.36,58                                                                              | Linköpings Allmänna SS                                                                              | Mikael Söderberg 15.37,32                                                                       | Upsala S                                                                                        | Anton Jansson 15.56,09                                                                             | SK Poseidon                                                                                        |
| 50 m fjärilsim  | Elias Persson 24,23                                                                                 | Malmö KK                                                                                            | David Falk 24,26                                                                                | SK Poseidon                                                                                     | Carl Wennerholm 24,41                                                                              | SK Neptun                                                                                          |
| 100 m fjärilsim | Hugo Stenskepp 53,57                                                                                | Vellinge-Näsets SK                                                                                  | Felix Jedbratt 54,17                                                                            | Mölndals ASS                                                                                    | Elias Persson 54,58                                                                                | Malmö KK                                                                                           |
| 200 m fjärilsim | Felix Jedbratt 2.01,87                                                                              | Mölndals ASS                                                                                        | David Falk 2.02,20                                                                              | SK Poseidon                                                                                     | Ian Hangård 2.02,71                                                                                | SK Poseidon                                                                                        |
| 50 m ryggsim    | Adi Ramovic 25,23                                                                                   | Upsala S                                                                                            | Anton Witzell 25,63                                                                             | SK Sydsim                                                                                       | Emil Kernen 25,66                                                                                  | Norrköpings KK                                                                                     |
| 100 m ryggsim   | Adi Ramovic 54,82                                                                                   | Upsala S                                                                                            | Gustav Henriksen 55,03                                                                          | Spårvägen SF                                                                                    | Emil Kernen 55,09                                                                                  | Norrköpings KK                                                                                     |
| 200 m ryggsim   | Gustav Henriksen 1.58,50                                                                            | Spårvägen SF                                                                                        | Adi Ramovic 2.00,14                                                                             | Upsala S                                                                                        | Emil Kernen 2.01,73                                                                                | Norrköpings KK                                                                                     |
| 50 m bröstsim   | Melker Rosengren 28,34                                                                              | Sundsvalls SS                                                                                       | Lukas Malmström 28,38                                                                           | Skuru IK                                                                                        | August Eriksson 28,54                                                                              | Turebergs SK                                                                                       |
| 100 m bröstsim  | Alvin Välkki 1.01,95                                                                                | Mölndals ASS                                                                                        | August Eriksson 1.02,10                                                                         | Turebergs SK                                                                                    | Melker Rosengren 1.02,79                                                                           | Sundsvalls SS                                                                                      |
| 200 m bröstsim  | Elias Lyth 2.15,36                                                                                  | Wisby SS                                                                                            | August Eriksson 2.15,58                                                                         | Turebergs SK                                                                                    | Hjalmar Mueller 2.16,04                                                                            | SK Neptun                                                                                          |
| 100 m medley    | Melker Rosengren 56,02                                                                              | Sundsvalls SS                                                                                       | Adi Ramovic 56,05                                                                               | Upsala S                                                                                        | John Brolin 56,50                                                                                  | Helsingborgs S                                                                                     |
| 200 m medley    | Adi Ramovic 2.02,22                                                                                 | Upsala S                                                                                            | John Brolin 2.04,42                                                                             | Helsingborgs S                                                                                  | August Eriksson 2.04,96                                                                            | Turebergs SK                                                                                       |
| 400 m medley    | Adi Ramovic 4.27,18                                                                                 | Upsala S                                                                                            | Filip Salbrink 4.29,07                                                                          | SK Poseidon                                                                                     | Mikael Söderberg 4.29,36                                                                           | Upsala S                                                                                           |
| 4×50 m frisim   | Helsingborgs S 1.32,49                                                                              | Helsingborgs S 1.32,49                                                                              | Sundsvalls SS 1.32,76                                                                           | Sundsvalls SS 1.32,76                                                                           | SK Neptun 1.33,25                                                                                  | SK Neptun 1.33,25                                                                                  |
| 4×50 m frisim   | John Brolin (22,95) Gustav Lind (23,25) Henning Cederlund (23,32) Oscar Elfers (22,97)              | John Brolin (22,95) Gustav Lind (23,25) Henning Cederlund (23,32) Oscar Elfers (22,97)              | Albin Hedlund (23,65) Melker Rosengren (22,71) Jakob Wassberg (23,13) Jason Walterstad (23,27)  | Albin Hedlund (23,65) Melker Rosengren (22,71) Jakob Wassberg (23,13) Jason Walterstad (23,27)  | Carl Wennerholm (23,72) Jakob Rasmuson (23,15) Tim Rogersson (22,94) Albin Eriksson (23,44)        | Carl Wennerholm (23,72) Jakob Rasmuson (23,15) Tim Rogersson (22,94) Albin Eriksson (23,44)        |
| 4×100 m frisim  | Helsingborgs S 3.21,64                                                                              | Helsingborgs S 3.21,64                                                                              | SK Poseidon 3.23,37                                                                             | SK Poseidon 3.23,37                                                                             | Mölndals ASS 3.25,36                                                                               | Mölndals ASS 3.25,36                                                                               |
| 4×100 m frisim  | Oscar Elfers (50,98) Gustav Lind (50,68) John Brolin (49,25) Henning Cederlund (50,73)              | Oscar Elfers (50,98) Gustav Lind (50,68) John Brolin (49,25) Henning Cederlund (50,73)              | Jonathan Palminger (51,33) David Falk (51,08) Nils Wergeland (49,97) Filip Salbrink (50,99)     | Jonathan Palminger (51,33) David Falk (51,08) Nils Wergeland (49,97) Filip Salbrink (50,99)     | Alvin Välkki (52,20) Max Swegmark (50,78) Felix Jedbratt (49,49) Måns Evertsson (52,89)            | Alvin Välkki (52,20) Max Swegmark (50,78) Felix Jedbratt (49,49) Måns Evertsson (52,89)            |
| 4×200 m frisim  | SK Poseidon 7.24,59                                                                                 | SK Poseidon 7.24,59                                                                                 | Helsingborgs S 7.26,65                                                                          | Helsingborgs S 7.26,65                                                                          | SK Neptun 7.29,68                                                                                  | SK Neptun 7.29,68                                                                                  |
| 4×200 m frisim  | Filip Salbrink (1.51,16) David Falk (1.50,77) Jonathan Palminger (1.52,42) Nils Wergeland (1.50,24) | Filip Salbrink (1.51,16) David Falk (1.50,77) Jonathan Palminger (1.52,42) Nils Wergeland (1.50,24) | Oscar Elfers (1.52,40) John Brolin (1.49,83) Henning Cederlund (1.52,95) Gustav Lind (1.51,47)  | Oscar Elfers (1.52,40) John Brolin (1.49,83) Henning Cederlund (1.52,95) Gustav Lind (1.51,47)  | Jakob Rasmuson (1.53,36) Morris Martin (1.52,51) Hjalmar Mueller (1.54,30) Tim Rogersson (1.49,51) | Jakob Rasmuson (1.53,36) Morris Martin (1.52,51) Hjalmar Mueller (1.54,30) Tim Rogersson (1.49,51) |
| 4×50 m medley   | Helsingborgs S 1.42,02                                                                              | Helsingborgs S 1.42,02                                                                              | Mölndals ASS 1.42,33                                                                            | Mölndals ASS 1.42,33                                                                            | SK Neptun 1.42,78                                                                                  | SK Neptun 1.42,78                                                                                  |
| 4×50 m medley   | Hugo Vaide (26,07) John Brolin (28,09) Gustav Lind (24,96) Oscar Elfers (22,90)                     | Hugo Vaide (26,07) John Brolin (28,09) Gustav Lind (24,96) Oscar Elfers (22,90)                     | Max Swegmark (26,40) Alvin Välkki (28,24) Felix Jedbratt (24,01) Isak Andersson (23,68)         | Max Swegmark (26,40) Alvin Välkki (28,24) Felix Jedbratt (24,01) Isak Andersson (23,68)         | Oliver Albinzon (27,31) Hjalmar Mueller (28,74) Carl Wennerholm (24,08) Tim Rogersson (22,65)      | Oliver Albinzon (27,31) Hjalmar Mueller (28,74) Carl Wennerholm (24,08) Tim Rogersson (22,65)      |
| 4×100 m medley  | Helsingborgs S 3.44,79                                                                              | Helsingborgs S 3.44,79                                                                              | Spårvägen SF 3.44,82                                                                            | Spårvägen SF 3.44,82                                                                            | SK Poseidon 3.45,47                                                                                | SK Poseidon 3.45,47                                                                                |
| 4×100 m medley  | Hugo Vaide (56,52) John Brolin (1.02,01) Gustav Lind (56,09) Oscar Elfers (50,17)                   | Hugo Vaide (56,52) John Brolin (1.02,01) Gustav Lind (56,09) Oscar Elfers (50,17)                   | Gustav Henriksen (55,46) Andreas Wallén (1.04,11) Oliver Erneholm (55,56) Rasmus Hanson (49,69) | Gustav Henriksen (55,46) Andreas Wallén (1.04,11) Oliver Erneholm (55,56) Rasmus Hanson (49,69) | Nils Wergeland (57,08) Richard Ekholm (1.03,85) David Falk (53,50) Jonathan Palminger (51,04)      | Nils Wergeland (57,08) Richard Ekholm (1.03,85) David Falk (53,50) Jonathan Palminger (51,04)      |